# Far
Far (Pharos) je antičko naselje na mjestu današnjega Staroga Grada na Hvaru.
Nastanjen već u ranome neolitiku (od VI. tisućljeća pr. Kr.), otok Hvar je u kasnome neolitiku i ranom eneolitiku bio dijelom hvarske kulture, koje su materijalni ostatci (fino glačana slikana keramika) pronađeni u Grapčevoj špilji, u špilji u uvali Pokrivenik, špilji Badanj i u Markovoj špilji. Dio te keramike bio je uvezen pa dokazuje da su već u V. i IV. tisućljeću pr. Kr. postojale veze između otoka Hvara i zemalja u zapadnom području Sredozemnoga mora. Prijelaz iz neolitika u bakreno, brončano i željezno doba povezan je s dolaskom Indoeuropljana (Predilira ili Ilira) u II. tisućljeću ili na početku I. tisućljeća pr. Kr. Ilirska je civilizacija ostavila mnogobrojne materijalne tragove na otoku Hvaru, poput utvrđenih gradina na uzvisinama i gomila (Purkin kuk kraj Staroga Grada, gradina Hum /Sv. Vid/ kraj sela Vrbanja, gradina i kula Tor iznad Jelse, Vela Gomila kraj Zastražišća). 
Godine 385. pr. Kr. na otok Hvar došli su, uz pomoć Dionizija Starijega iz Sirakuze, grčki kolonisti s otoka Para u Egejskome moru i osnovali u današnjem Starome Gradu koloniju Far (grčki Φάρος, Pharos). Na mjestu današnjega grada Hvara u prvoj polovici IV. st. pr. Kr. postojao je i drugi grčki polis Dimos. O godini utemljenja Fara svjedoči natpis koji su Farani podigli u čast pobjede nad domorodcima. Najranije podatke o koloniji donosi grčki povjesničar Diodor Sicilski (I. st. pr. Kr.). Grci su ondje kovali vlastiti novac, otvorili keramičarske radionice te proveli parcelaciju Starogradskoga polja, što je do danas ostao najbolje sačuvani primjer grčke parcelacije na Sredozemlju (od 2008. na UNESCO-ovu popisu svjetske kulturne baštine). Far je bio samostalan grčki polis sve do 235. pr. Kr. Far je, zajedno s ostatkom otoka, došao pod vlast ilirskoga kralja, Ardijejca, Agrona.
Nakon I. ilirskoga rata (229. do 228. pr. Kr.) Demetrije Hvaranin osnovao je uz pomoć Rimljana državu sa središtem u Faru, koja je obuhvaćala srednjodalmatinske otoke (osim Visa) i dijelove današnje Albanije. Pošto se odmetnuo od Rima, bio je u bitki kraj Fara 219. pr. Kr. poražen, a njegov grad srušen. Rimljani su ga obnovili po urbanim načelima izgradnje rimskih gradova. U II. st. dobio je status municipija. Sačuvani su dijelovi kiklopskih bedema i temelji antičkih i srednjovjekovnih profanih i sakralnih građevina. U V. st. bila je podignuta prva crkva u jugoistočnom dijelu grada, a u VI. st. na njezinim je temeljima bila izgrađena dvojna bazilika s krstioničkim sklopom. Za doseljenja Slavena grad je bio spaljen oko 776.